# Nadwórniańska hromada miejska
Nadwórniańska hromada miejska (ukr. Надвірнянська міська громада) – hromada terytorialna w obwodzie iwanofrankiwskim, w rejone nadwórniański.

## Miejscowości hromady
W skład hromady wchodzi 1 miasto (Nadwórna) i 12 wsi:
- Hwozd
- Krasna
- Łojowa
- Majdan Górny
- Mielnik
- Mołotków
- Myrne
- Nazawizów
- Paryszcze
- Strymba
- Tarnowica Leśna
- Weleśnica Leśna